# Brian Kennett
Brian Kennett é um físico australiano.
Recebeu em 2008 a Medalha de Ouro da Royal Astronomical Society. Recebeu a Medalha e Palestra Matthew Flinders de 2011.

## Prêmios e honrarias
- 1972 - Prêmio Smith
- 1981 - Prêmio Adams
- 2006 - Medalha Murchison
- 2007 - Medalha Beno Gutenberg
- 2008 - Medalha de Ouro da Royal Astronomical Society
- 2017 - Medalha Inge Lehmann